# Gabersdorf (Steiermark)
Gabersdorf ist eine Gemeinde mit 1280 Einwohnern (Stand 1. Jänner 2024) im Gerichtsbezirk bzw. Bezirk Leibnitz in der Steiermark.

## Geografie

### Geografische Lage
Das Gemeindegebiet von Gabersdorf liegt östlich von Leibnitz zwischen den Ausläufern des oststeirischen Hügellandes und der Mur im Bezirk Leibnitz im österreichischen Bundesland Steiermark. Westlich des Hauptortes mündet die kanalisierte Stiefing in die Mur.

### Gemeindegliederung
Das Gemeindegebiet umfasst vier Ortschaften (Einwohner Stand 1. Jänner 2024):
- Gabersdorf (364)
- Landscha an der Mur (387)
- Neudorf an der Mur (374)
- Sajach (155)

Katastralgemeinden sind (Fläche Stand 31. Dezember 2023):
- Gabersdorf (578,92 ha)
- Landscha (331,66 ha)
- Neudorf an der Mur (1.071,23 ha)

### Eingemeindungen
Mit 1. Jänner 1962 wurden die Gemeinden Landscha an der Mur und Neudorf an der Mur mit Gabersdorf zusammengelegt.

### Nachbargemeinden
| Gralla | Ragnitz                                     | Schwarzautal |
| Wagna  | Kompassrose, die auf Nachbargemeinden zeigt | Sankt Veit   |
|        | Straß                                       |              |

## Geschichte
Der Ort wird erstmals 1294 als Gebrechtsdorf urkundlich erwähnt. Die Ortsgemeinde als autonome Körperschaft entstand 1850. Nach der Annexion Österreichs 1938 kam die Gemeinde zum Reichsgau Steiermark, 1945 bis 1955 war sie Teil der britischen Besatzungszone in Österreich. Durch Gemeindezusammenlegung wurde 1962 aus den Gemeinden Gabersdorf, Neudorf/Mur und Landscha/Mur die Großgemeinde Gabersdorf.

### Bevölkerungsentwicklung
| Gabersdorf: Einwohnerzahlen von 1869 bis 2024       | Gabersdorf: Einwohnerzahlen von 1869 bis 2024 | Gabersdorf: Einwohnerzahlen von 1869 bis 2024 | Gabersdorf: Einwohnerzahlen von 1869 bis 2024 | Gabersdorf: Einwohnerzahlen von 1869 bis 2024 |
| --------------------------------------------------- | --------------------------------------------- | --------------------------------------------- | --------------------------------------------- | --------------------------------------------- |
| Jahr                                                |                                               |                                               |                                               | Einwohner                                     |
| 1869                                                | 1869                                          |                                               | 1.180                                         | 1.180                                         |
| 1880                                                | 1880                                          |                                               | 1.260                                         | 1.260                                         |
| 1890                                                | 1890                                          |                                               | 1.195                                         | 1.195                                         |
| 1900                                                | 1900                                          |                                               | 1.148                                         | 1.148                                         |
| 1910                                                | 1910                                          |                                               | 1.161                                         | 1.161                                         |
| 1923                                                | 1923                                          |                                               | 1.154                                         | 1.154                                         |
| 1934                                                | 1934                                          |                                               | 1.158                                         | 1.158                                         |
| 1939                                                | 1939                                          |                                               | 1.087                                         | 1.087                                         |
| 1951                                                | 1951                                          |                                               | 1.113                                         | 1.113                                         |
| 1961                                                | 1961                                          |                                               | 1.037                                         | 1.037                                         |
| 1971                                                | 1971                                          |                                               | 1.095                                         | 1.095                                         |
| 1981                                                | 1981                                          |                                               | 1.056                                         | 1.056                                         |
| 1991                                                | 1991                                          |                                               | 1.040                                         | 1.040                                         |
| 2001                                                | 2001                                          |                                               | 1.067                                         | 1.067                                         |
| 2011                                                | 2011                                          |                                               | 1.100                                         | 1.100                                         |
| 2021                                                | 2021                                          |                                               | 1.261                                         | 1.261                                         |
| 2024                                                | 2024                                          |                                               | 1.280                                         | 1.280                                         |
| Quelle(n): Statistik Austria, Gebietsstand 1.1.2021 |                                               |                                               |                                               |                                               |

## Kultur und Sehenswürdigkeiten

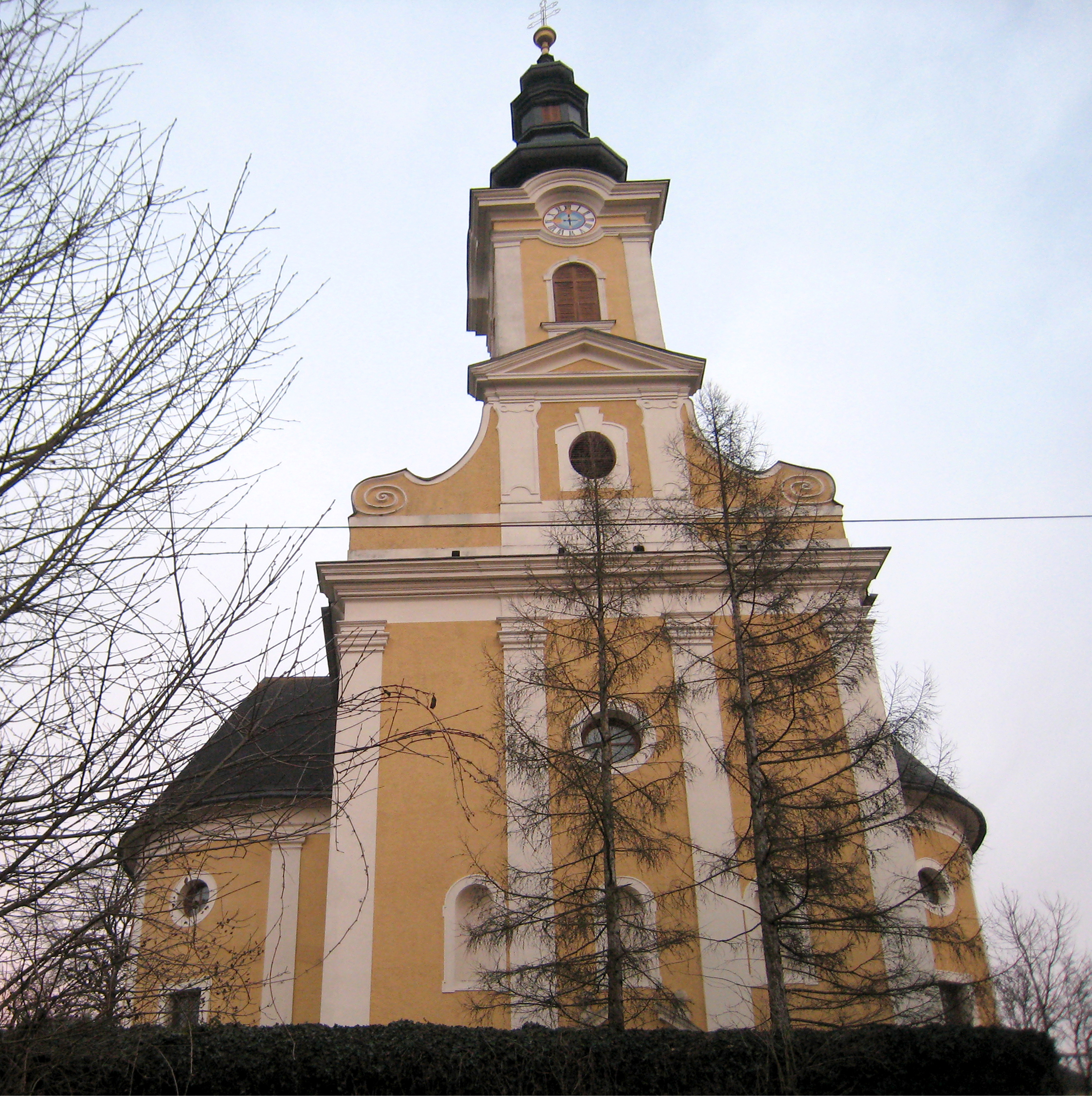
Pfarrkirche Gabersdorf

- Katholische Pfarrkirche Gabersdorf hl. Leonhard: Ein barocker Kirchenbau, welcher um 1690 errichtet und 1718 dem Hl. Leonhard geweiht wurde. In den Jahren 1787, 1894, 1908, 1928, 1950 und 1994 wurde die Kirche renoviert.[5]

## Wirtschaft und Infrastruktur

### Wirtschaft
Gabersdorf ist eine ländliche Gemeinde. Rund 45 Prozent der Fläche sind bewaldet, mehr als 40 Prozent sind landwirtschaftliche Nutzflächen. Von den 1700 Hektar werden 1200 von 33 Haupterwerbsbauern bewirtschaftet. Die Anzahl der Nebenerwerbsbauern sank von 51 im Jahr 1999 auf 39 im Jahr 2000. Diese bewirtschaften rund ein Viertel der Flächen (Stand 2010).

### Umweltschutz
Im Jahr 2008 ist Gabersdorf dem Programm für energie-effiziente Gemeinden beigetreten (e5). Seitdem wurden folgende Projekte zur Energie-Einsparung umgesetzt (Auswahl):
- Umstellung der öffentlichen Beleuchtung auf LED.
- Umrüstung der Heizungen der Gemeinde
- Errichtung von Photovoltaikanlagen mit Bürgerbeteiligung
- Erstellung eines Mobilitätskonzeptes

Die Gemeinde wurde dafür 2009, 2013 und 2017 für ihre vorbildliche Energiepolitik ausgezeichnet und erhielt den European Energy Award 2016.

### Verkehr
- Eisenbahn: Der an der Südbahn liegende Bahnhof Leibnitz ist weniger als zehn Kilometer von Gabersdorf entfernt.
- Straße: Durch das Gemeindegebiet verläuft die Pyhrn-Autobahn A9.

## Politik

### Bürgermeister
Bürgermeisterin ist Karin Stromberger.
Dem Gemeindevorstand gehören weiters der Vizebürgermeister Wolfgang Prugmaier (ÖVP) und der Gemeindekassierin Linda Holler (SPÖ) an.

### Gemeinderat
Der Gemeinderat umfasst 15 Sitze. Nach dem Ergebnis der Gemeinderatswahl 2020 setzt sich dieser wie folgt zusammen:
- 11 ÖVP
- 04 SPÖ

| Partei          | 2020             | 2020             | 2020             | 2015 | 2015 | 2015 | 2010             | 2010             | 2010             | 2005 | 2005 | 2005 | 2000 | 2000 | 2000 |
| Partei          | Stimmen          | %                | Mandate          | St.  | %    | M.   | St.              | %                | M.               | St.  | %    | M.   | St.  | %    | M.   |
| --------------- | ---------------- | ---------------- | ---------------- | ---- | ---- | ---- | ---------------- | ---------------- | ---------------- | ---- | ---- | ---- | ---- | ---- | ---- |
| ÖVP             | 440              | 71               | 11               | 442  | 64   | 10   | 579              | 75               | 12               | 386  | 54   | 9    | 378  | 57   | 9    |
| SPÖ             | 183              | 29               | 4                | 197  | 29   | 04   | 191              | 25               | 03               | 249  | 35   | 5    | 186  | 28   | 4    |
| FPÖ             | nicht kandidiert | nicht kandidiert | nicht kandidiert | 050  | 07   | 01   | nicht kandidiert | nicht kandidiert | nicht kandidiert | 079  | 11   | 1    | 103  | 15   | 2    |
| Wahlberechtigte | 1028             | 1028             | 1028             | 938  | 938  | 938  | 907              | 907              | 907              | 863  | 863  | 863  | 806  | 806  | 806  |
| Wahlbeteiligung | 62 %             | 62 %             | 62 %             | 74 % | 74 % | 74 % | 86 %             | 86 %             | 86 %             | 84 % | 84 % | 84 % | 84 % | 84 % | 84 % |

### Wappen
Die Verleihung des Gemeindewappens erfolgte am 10. Juni 1952 mit Wirkung vom 1. August 1952.

Wappenbeschreibung:
„Ein von Silber und Schwarz gespaltener Schild. Im rechten Feld erscheinen übereinandergestellt drei schwarze Kugeln. Die linke Schildeshälfte ist in der Mitte von einem schmalen, silbernen Sparren durchzogen.“

## Persönlichkeiten

### Ehrenbürger
- Leopold Hochnegger († 1972), Dechant[13]
- 1978: Kurt Jungwirth (1929–2025), Landesrat[14]
- 1985: Josef Krainer (1930–2016), Landeshauptmann der Steiermark 1980–1996
- 2017: Robert Knopper (* 1930), Provisor von Gabersdorf

### Söhne und Töchter der Gemeinde
- Josef Kögl (1890–1968), Architekt

### Sonstige Persönlichkeiten
- Alois Seidl (1923–1995), Volksschullehrer, -direktor und Politiker (ÖVP); Volksschullehrer und -direktor in Gabersdorf, Bürgermeister von Gabersdorf (1962–1987), Abgeordneter zum Steirischen Landtag (1970–1974)